# الشركة التونسية للإنتاج والتنمية السينمائية
الشركة التونسية للإنتاج والتنمية السينمائية (بالفرنسية: Société anonyme tunisienne de production et d'expansion cinématographique أو اختصارًا SATPEC)‏ مؤسسة عمومية تونسية سابقة أُنشئت عام 1957، وكانت مسؤولة عن إنتاج وتوزيع واستغلال الأفلام التونسية واستيراد الأفلام الأجنبية.
أنشأت هذه الشركة، عام 1967، المركب الصناعي للسينما بقمرت. تحصلت، عام 1969، على حق احتكار استيراد الأفلام، وهو ما انتهى عام 1981 مع عودة الموزعين الخواصّ إلى السوق.
في جوان 1983، مع إحداث مختبرات جديدة لسينما الألوان بقمرت، بدأت هذه الشركة بإسداء خدمات تقنية للأفلام الأجنبية، مثل فيلم القراصنة (بالإنجليزية: Pirates)‏ لرومان بولانسكي الذي تم تصويره في تونس عام 1986.
وقع حلّها عام 1992، بسبب المشاكل المالية التي كانت تعانيها.

## وصلات خارجية
- الشركة التونسية للإنتاج والتنمية السينمائية على موقع IMDb (الإنجليزية)